# 犬飼石仏

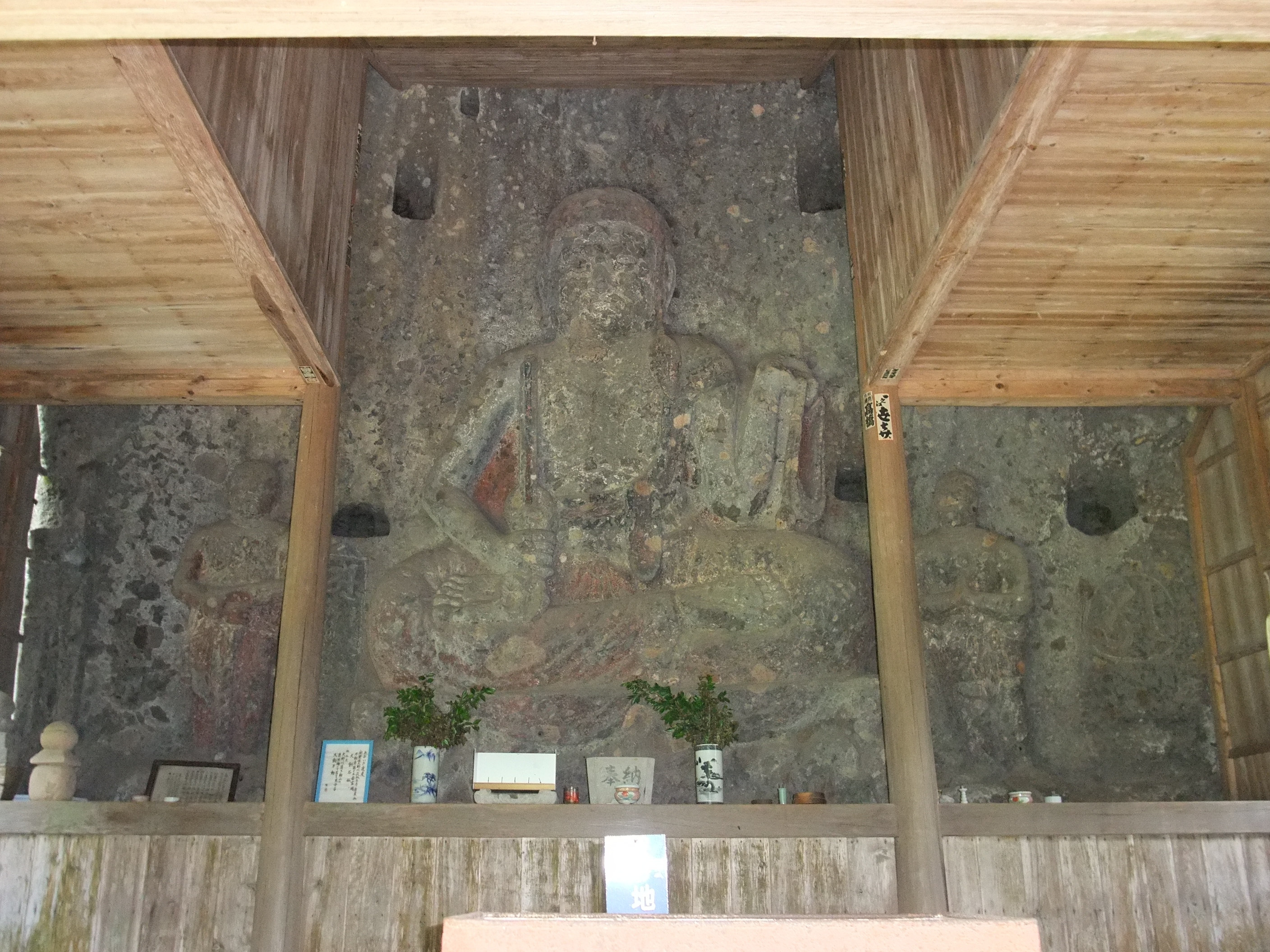
犬飼石仏

犬飼石仏（いぬかいせきぶつ）は、大分県豊後大野市犬飼町田原の渡無瀬（となせ）にある平安時代後期から鎌倉時代の磨崖仏である。国の史跡（1924年1月22日指定）に指定されている。
高さ約3.8メートルの不動明王像を中尊とし、左右に矜羯羅童子、制吒迦童子を従えた不動三尊が、凝灰岩の岩壁に抉られた龕の中に丸彫りに近い半肉彫りで彫り出されている。不動明王は結跏趺坐し両足の裏を見せている。像はわずかではあるが朱色の彩色の痕跡をとどめている。